# Jack Ross (Fußballspieler)
John James „Jack“ Ross (* 5. Juni 1976 in Falkirk) ist ein ehemaliger schottischer Fußballspieler und aktuell Fußballtrainer. In seiner Karriere als Spieler stand Ross in Schottland und England unter Vertrag. Nach dem Ende seiner Spielerlaufbahn arbeitet Ross als Trainer. Zuletzt war er Chefcoach von Dundee United in der Scottish Premiership.

## Karriere

### Als Spieler
Jack Ross spielte in seiner Jugend beim FC Dundee und Forfar Athletic sowie den Camelon Juniors. Mit Camelon verlor er im Jahr 1996 das Finale im Scottish Junior Cup.
Im Jahr 1999 wechselte Ross zum schottischen Drittligisten FC Clyde. In seiner ersten Saison stieg er mit dem Verein als Meister in die zweite Liga auf. Unter dem Trainer Ian Spittal wurde er später Mannschaftskapitän und absolvierte bis zum Jahr 2004 insgesamt 159 Ligaspiele. In der letzten Spielzeit, die er in Clyde verbrachte, endete mit der besten Platzierung in der zweiten Liga, als das Team hinter Inverness Caledonian Thistle den Aufstieg in die Scottish Premier League verpasste.
Zur Saison 2004/05 wechselte Ross zu Hartlepool United nach England. Den Drittligisten verließ er bereits wieder nach einem Jahr und wechselte zurück nach Schottland.
Mit dem Erstligisten FC Falkirk fand er direkt einen neuen Verein. Mit diesem hielt er in den folgenden drei Jahren die Klasse. 2008 wechselte er innerhalb der Scottish Premier League zum FC St. Mirren. Später stand er bei Hamilton Academical, Dunfermline Athletic und dem FC Dumbarton unter Vertrag. Bei letzterem beendete er 2014 seine Laufbahn als Spieler.

### Als Trainer
Im Dezember 2015 übernahm Ross den Trainerposten des schottischen Zweitligisten Alloa Athletic. Im Oktober 2016 wechselte er zum FC St. Mirren. Mit dem Zweitligisten stieg er in der Saison 2017/18 in die erste Liga auf. Nach dem Aufstieg wechselte er im Sommer 2018 zum englischen Drittligisten AFC Sunderland. Den Aufstieg in die zweite Liga verpasste er nach einer Niederlage im Play-off-Finale der Saison 2018/19 im Wembley-Stadion gegen Charlton Athletic. Im Oktober 2019 wurde der Vertrag in Sunderland aufgelöst.
Im November 2019 wurde Ross neuer Trainer beim schottischen Erstligisten Hibernian Edinburgh, der zuvor Paul Heckingbottom entlassen hatte. Ross führte die Mannschaft in der Saison 2020/21 auf den dritten Tabellenplatz und ins Finale um den Scottish FA Cup (0:1 gegen den FC St. Johnstone). Im Dezember 2021 wurde er nach einer 0:1-Niederlage gegen den FC Livingston entlassen, in den vorangegangenen neun Ligapartien war lediglich ein Sieg gelungen. Die Entlassung fand eine Woche vor der Austragung des Finals um den Scottish League Cup gegen Celtic Glasgow statt, im Halbfinale im November 2021 hatte er mit seiner Mannschaft mit 3:1 beim Rekordsieger Glasgow Rangers gewonnen.
Im Juni 2022 wurde er neuer Trainer von Dundee United. Er leitete das Team das in der Qualifikation zur UEFA Europa Conference League, mit einer 1:7-Gesamtniederlage gegen AZ Alkmaar ausschied, nachdem das Rückspiel mit 0:7 verloren wurde was eine Rekordniederlage eines schottischen Klubs in einem europäischen Wettbewerb bedeutete. Nach einer 0:9-Niederlage gegen Celtic Glasgow in der Liga wurde Ross im August 2022 entlassen.

## Erfolge
als Spieler:
mit dem FC Clyde:
- Drittligameister: 2000

als Trainer:
mit dem FC St. Mirren:
- Zweitligameister: 2018